# Tanneron
Tanneron là một xã thuộc tỉnh Var trong vùng Provence-Alpes-Côte d’Azur, Pháp. Xã này có diện tích 52,78 km², dân số 1473 người. Xã này nằm ở khu vực có độ cao trung bình 380 mét trên mực nước biển.

## Biến động dân số
| Năm | 1962 | 1968 | 1975 | 1982 | 1990  | 1999  | 2007  |
| --- | ---- | ---- | ---- | ---- | ----- | ----- | ----- |
| Dân số | 512  | 525  | 586  | 808  | 1 157 | 1 307 | 1 473 |
| From the year 1962 on: No double counting—residents of multiple communes (e.g. students and military personnel) are counted only once. |      |      |      |      |       |       |       |